# 孟買郊區縣
孟買郊區縣是印度的一個縣，位於該國西部，由馬哈拉施特拉邦負責管轄，面積369平方公里，識字率為90.9%，2011年人口9,332,481，人口密度每平方公里25,291人。

## 外部連結
- Official website of Mumbai suburban district（页面存档备份，存于）
- Maharashtra government